# 小林政太郎

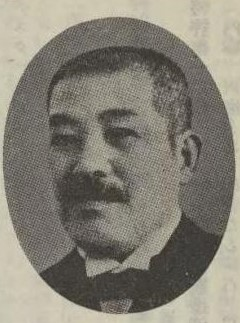
小林政太郎

小林 政太郎（こばやし まさたろう、明治5年11月3日（1872年11月22日）- 1947年12月6日）は、明治から昭和前期の医師、発明家。柔軟オブラートを発明した。
三重県田丸町（現在の玉城町）で医師小林藤十郎の長男として生まれる。東京済生学舎を卒業し、18歳で医術開業試験に合格する。明治35年（1902年）に柔軟オブラートを発明し、小林柔軟オブラード製造所を設立して柔軟オブラートの製造を開始した。日本以外にもイギリス、アメリカ、ドイツ、フランスで特許を取得した。柔軟オブラートは、1904年のセントルイス万国博覧会で銅牌を受賞し、1910年の日英博覧会で金牌を受賞した。
大正2年（1913年）には自動汽力製造装置を完成させ、オブラートの大量生産を行った。

## 特許
- 特許第5543号 柔軟オブラート